# Heinz Flohe
Heinz Flohe (ur. 28 stycznia 1948 w Euskirchen, zm. 15 czerwca 2013 tamże) – niemiecki piłkarz, napastnik. Mistrz świata z roku 1974.
W latach 1966–1979 był zawodnikiem 1. FC Köln. Następny sezon spędził w TSV 1860 Monachium. Łącznie w Bundeslidze rozegrał 343 spotkania (81 goli). Największym klubowym sukcesem Flohe było mistrzostwo kraju wywalczone w 1978. Ponadto trzykrotnie zdobywał Puchar Niemiec.
W reprezentacji Niemiec debiutował 22 listopada 1970 w meczu z Grecją. Do 1978 rozegrał w kadrze 39 spotkań i strzelił 8 bramek. Oprócz tytułu mistrza świata wywalczył srebrny medal mistrzostw Europy (ME 76) oraz brał udział w MŚ 78.
Po zawale serca, jakiego doznał w maju 2010 roku, znajdował się w stanie śpiączki. Zmarł w wieku 65 lat. Miał żonę Urszulę oraz jednego syna.